# Tetrapogon
Tetrapogon is een geslacht uit de grassenfamilie (Poaceae). De soorten van dit geslacht komen voor in Afrika, gematigd Azië en tropisch Azië.

## Soorten
Van het geslacht zijn de volgende tien soorten bekend:
- Tetrapogon bidentatus
- Tetrapogon brandegeei
- Tetrapogon cenchriformis
- Tetrapogon chlorideus
- Tetrapogon fasciculatus
- Tetrapogon ferrugineus
- Tetrapogon pleiostachyus
- Tetrapogon roxburghiana
- Tetrapogon tenellus
- Tetrapogon villosus